# Tawfik Ben Ahmed Chaovali
Tawfik Ben Ahmed Chaovali (* 1960 in Beirut; † vor oder am 18. September 2024 in Krems) war ein libanesischer Terrorist. Nach dem Terroranschlag am Flughafen Wien-Schwechat 1985 verurteilte ein Wiener Gericht 1987 die drei Terroristen zu lebenslangen Haftstrafen. 

## Leben
Tawfik Ben Ahmed Chaovali wuchs im Flüchtlingslager Schatila (Šātīlā) im Süden Beiruts auf und wurde 1975 Mitglied der PLO. Sein Vater starb bei einem israelischen Luftangriff nahe Sidon. Im Sommer 1982 flüchtete er nach dem israelischen Einmarsch im Libanon nach Tunesien, kurz vor dem Massaker von Sabra und Schatila.
Ende 1983 kehrte er in den Libanon zurück, wo er sich laut eigener Aussage der Fatah-Splittergruppe unter Abu Nidal anschloss. Von Syrien aus reiste er am 22. Dezember 1985 mit gefälschten Pässen über Ungarn nach Österreich ein und verübte fünf Tage später mit zwei Komplizen einen Terroranschlag am Flughafen Wien-Schwechat. Ziel der Männer soll es gewesen sein, eine israelische El-Al-Maschine zu entführen, wobei die Angreifer jedoch bereits an den Flugschaltern von österreichischen Polizisten und israelischen Sicherheitsleuten in einen wilden Schusswechsel verwickelt wurden und die Flucht antreten mussten. Bei der Schießerei waren zwei Österreicher und ein Israeli getötet sowie etwa 40 weitere Personen verletzt worden.
Die drei Täter wurden schließlich nach kurzer Flucht von der Polizei gestellt und nach einem Schusswechsel überwältigt. Chaovali erlitt einen Bauchschuss und wurde zusammen mit einem seiner Komplizen im Wiener AKH behandelt, während der dritte Täter noch am Festnahmeort seinen Verletzungen erlag. Am 21. Mai 1987 wurde Chaovali wegen zweifachen Mordes, zwölffachen Mordversuchs und Vergehen nach dem Waffengesetz schuldig gesprochen und zu lebenslanger Haft verurteilt.
Im Mai 1995 konnte Chaovali durch die Oberlichte der Anstaltstischlerei aus der Justizanstalt Garsten entweichen, wurde jedoch rund zwei Stunden später im Keller eines Wohnhauses in Steyr wieder verhaftet. Daraufhin wurde er in die Justizanstalt Graz-Karlau überstellt, wo er im November 1996 mit Adolf Schandl und dem verurteilten Mörder Peter G. einen erneuten Fluchtversuch unternahm. Während eines gemeinsamen Besuchs des Anstaltsgeschäftes hatte Chaovali mit einer Stichwaffe zwei Wachbeamte überwältigt und zusammen mit seinen Komplizen drei weibliche Angestellte als Geiseln genommen. Chaovali band den Frauen anschließend selbstgebastelte Flaschenbomben um den Körper. Die dafür notwendige Nitroverdünnung hatte er aus der Gefängniswerkstätte entwendet. Chaovali und seine Komplizen forderten Lösegeld und einen Hubschrauber, wurden jedoch nach rund neunstündigen Verhandlungen vom Einsatzkommando Cobra überwältigt. Im Dezember 1997 wurde Chaovali für seine Tatbeteiligung wegen erpresserischer Entführung, schwerer Nötigung und schwerer Körperverletzung zu weiteren 19 Jahren Haft verurteilt.
Im September 2016 wurde Chaovali wegen Widerstandes gegen die Staatsgewalt zu vier Monaten Haft verurteilt, nachdem er sich als IS-Mitglied ausgegeben und Wachbeamte bedroht hatte. Ein inzwischen von seinem Halbbruder eingereichter Antrag auf bedingte Entlassung und Ausreise nach Jordanien wurde daraufhin abgewiesen.
Chaovali starb am 18. September 2024 nach 38 Jahren Haft in der Justizanstalt Stein in Krems, NÖ.